# Deccan 360
Deccan 360, également connue sous le nom de Deccan Cargo & Express Logistics, était une compagnie aérienne de fret basée à Bangalore, en Inde.

## Histoire
Deccan 360 a commencé ses opérations en novembre 2009. La société a été fondée par le capitaine G.R. Gopinath, ancien propriétaire de Air Deccan, qu’il a vendue à Kingfisher Airlines. Deccan 360 a démarré avec trois avions cargo Airbus A310 et cinq ATR cargo, mais les Airbus ont rencontré des problèmes de maintenance et étaient souvent immobilisés. Deccan a restitué ces appareils au loueur en mai 2011 et a suspendu ses opérations le même mois.
Renommée Deccan Cargo and Express Logistics Pvt. Ltd. (DCEL) en 2007–2008, la société a été ordonnée en liquidation par la Haute Cour du Karnataka dans une décision récente, à la suite de requêtes — l’une déposée par la société United Aviation Services (UAS), basée à Dubaï, et l’autre par M/s Patel Integrated Logistics (PIL) Pvt. Ltd. — visant à récupérer les montants qui leur étaient dus par la liquidation de la société.

## Destinations
Deccan 360 desservait auparavant les destinations suivantes :
- Hong Kong
  - Aéroport international de Hong Kong
- Inde
  - Ahmedabad – Aéroport international Sardar Vallabhbhai Patel
  - Bangalore – Aéroport international de Bangalore (hub)
  - Chennai – Aéroport international de Chennai
  - Cochin – Aéroport international de Cochin
  - Trivandrum – Aéroport international de Trivandrum
  - Coimbatore – Aéroport international de Coimbatore
  - Delhi – Aéroport international Indira Gandhi
  - Guwahati – Aéroport international Lokpriya Gopinath Bordoloi
  - Belgaum – Aéroport de Belgaum
  - Hubballi/Dharwad – Aéroport de Hubli
  - Kolkata – Aéroport international Netaji Subhash Chandra Bose
  - Mumbai – Aéroport international Chhatrapati Shivaji
  - Nagpur – Aéroport international Dr. Ambedkar
- Émirats arabes unis
  - Dubaï – Aéroport international de Dubaï

## Flotte

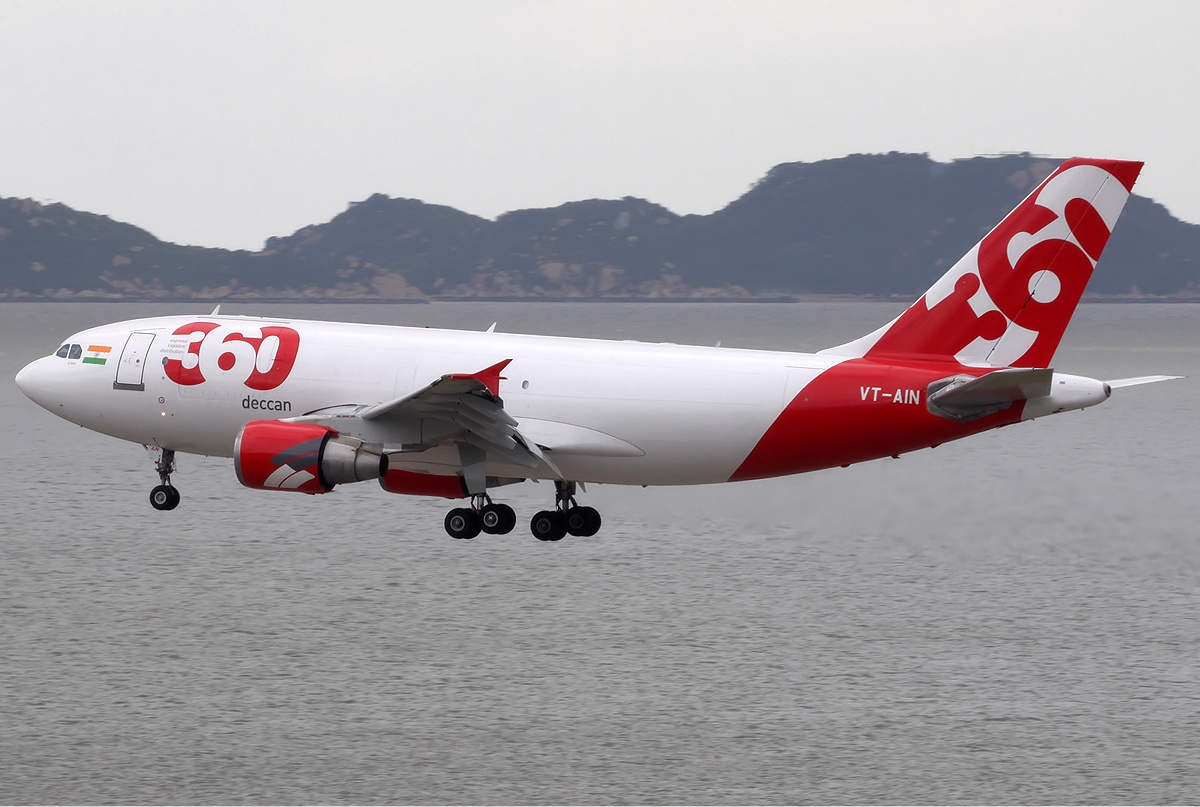
Airbus A310-300F de Deccan 360.

La flotte de Deccan 360 comprenait les appareils suivants en décembre 2012 :

### Anciens appareils exploités
- 1 ATR 42-300F
- 3 Airbus A310-300F